# 토머스 앤드루스 (조선업자)

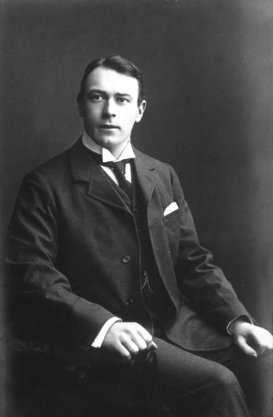
토머스 앤드루스

토머스 앤드루스 주니어(Thomas Andrews, Jr., 1873년 2월 7일 ~ 1912년 4월 15일)는 아일랜드의 사업가이자 조선업자이다. 벨파스트에 있는 조선업체 할랜드 앤드 울프의 전무 이사 겸 설계 부문 부장으로, 앤드루스는 원양 여객선 타이타닉 호의 설계자였다. 그는 타이타닉의 첫 항해에 동행하였으며 1912년 4월 14일에 배가 빙산에 충돌해 침몰한 사고로 사망한 1,513명 중 1명이다.